# Adams County (Ohio)
 For alternative betydninger, se Adams County. (Se også artikler, som begynder med Adams County)
Adams County er et county i den amerikanske delstat Ohio. Amtet ligger i syd i staten grænser mod Highland County i nord, Pike County i nordøst, Scioto County i øst og mod Brown County i vest. Amtet grænser også op til delstaten Kentucky i syd.
Adams Countys totale areal er 1.517 km², hvoraf 5 km² er vand. I 2000 havde amtet 27.330 indbyggere. 
Amts administration ligger i byen West Union.
Amtet blev grundlagt i 1797 og er opkaldt efter USA's anden præsident, John Adams. 

## Demografi
Ifølge folketællingen fra 2000, boede der 27330 personer i amtet. Der var 10.501 husstande med 7.613 familier. Befolkningstætheden var 18 personer pr. km². Befolkningens etniske sammensætning var som følger: 97,77 % Hvide, 0,18% afroamerikaner, 0,68% Indianer, 0,12% Asiatisk oprindelse, 0,03 Stillehavet, 0,11% anden oprindelse og 1,10% fra to eller flere grupper.  
Der var 10,501 husstande, hvoraf 34.00% havde børn under 18 år boende. 57.10% var ægtepar, som boede sammen, 10.40% havde en enlig kvindelig forsøger som beboer, og 27.50% var ikke-familier. 24.00% af alle husstande bestod af enlige, og i 11.00% af tilfældende boede der en person som var 65 år eller ældre.
Gennemsnitsindkomsten for en hustand var $29,315 årligt, mens gennemsnitsindkomsten for en familie var på $34,714 årligt.